# Noyelles-sur-Selle
Noyelles-sur-Selle és un municipi francès, situat a la regió dels Alts de França, al departament del Nord. L'any 2006 tenia 783 habitants. Limita al nord amb Douchy-les-Mines, a l'est amb Haspres, al sud amb Avesnes-le-Sec, al sud-oest amb Lieu-Saint-Amand i a l'oest amb Neuville-sur-Escaut.

## Demografia
| 1962                                       | 1968 | 1975 | 1982 | 1990 | 1999 | 2006 |
| ------------------------------------------ | ---- | ---- | ---- | ---- | ---- | ---- |
| 742                                        | 757  | 791  | 806  | 820  | 826  | 783  |
| Des de 1962: població sense dobles comptes |      |      |      |      |      |      |

## Administració
| Període | Identitat      | Partit |
| ------- | -------------- | ------ |
| 2001-   | Jacques Noulet |        |